# Burse

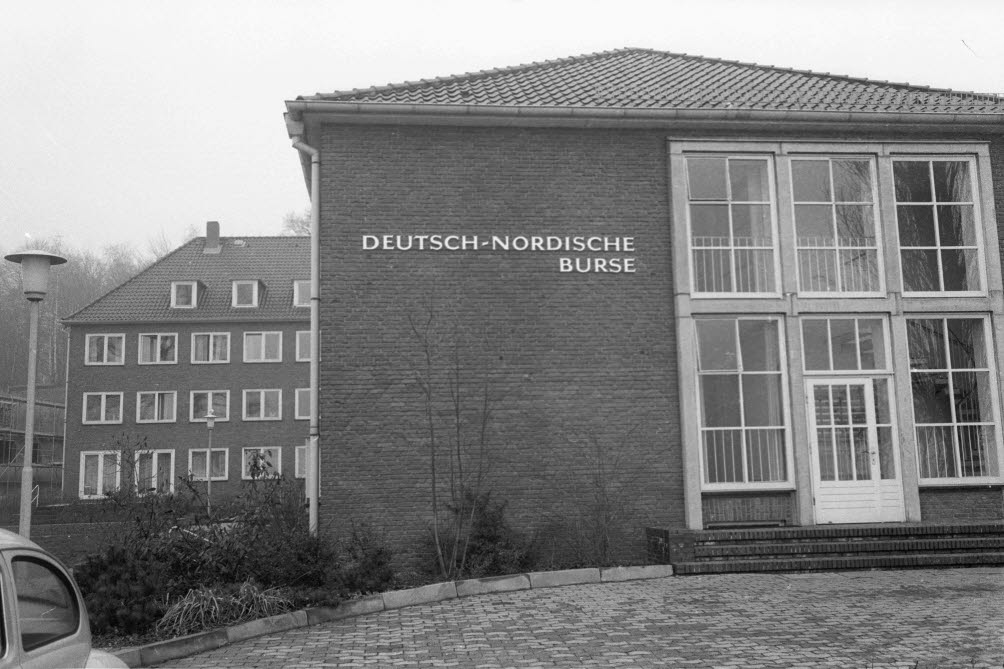
Wohnheim „Deutsch-Nordische Burse“ in Kiel

Der Ausdruck Burse bezeichnet eine Gemeinschaft, die aus einer gemeinsamen Kasse lebt, wie auch deren Behausung und leitet sich aus dem Lateinischen ab. Bursa stand dort ursprünglich für „Tasche, Beutel, Börse“ und wandelte seine Bedeutung zur „gemeinschaftlichen Kasse“. Gemeint ist in der Regel eine studentische, streng reglementierte Wohn- und Lebensgemeinschaft, wie sie vom Hochmittelalter bis in das 17. Jahrhundert in Universitätsstädten bestanden. Bursen sind als Vorläufer von Studentenwohnheimen und eingeschränkt auch von Studentenverbindungen anzusehen.

## Allgemeines
Die Burse bestand aus einem beheizbaren Wohn-, Ess- sowie einem Unterrichtsraum, um die die Schlafräume der Scholaren lagen. Die Leitung wurde durch einen Magister, auch „Magister Regens“ oder „Prior“ genannt, durchgeführt. Gleichzeitig vermittelte er auch Elementarkenntnisse in Latein, Mathematik u. a., sofern das nötig war. Für Aufenthalt und Verpflegung war meist ein wöchentlicher Betrag zu zahlen. Es herrschten strenge Regeln; so war es beispielsweise in deutschen Landen verboten, deutsch zu sprechen.
Die Bursen verfügten über eigene Bibliotheken. Auch mit einem abgeschlossenen Studium konnte man in die Bursa aufgenommen werden. Der einzelne Bewohner wurde „Bursgesell“, „Bursant“ oder „Mitbursche“, die Gemeinschaft „Bursch“ genannt. Aus der Bezeichnung für die Bursenbewohner entwickelte sich um 1650 der Ausdruck „Bursche“ für den Studenten. Eine Burse umfasste meist nicht mehr als zwanzig Personen. Das Leben in den Bursen spielte sich etwa nach dem Vorbild der Pariser Kollegien ab; es hatte mönchischen Charakter, häufig wurde über schlechtes Essen geklagt. Immerhin hatte hier auch der aus armen Verhältnissen stammende Student seine Chance (frz. la bourse „das Stipendium“).
In einigen Bursen entwickelte sich, wenn auch von den Magistern verboten, ein geheimes Gemeinschaftsleben in kleinen Gruppen mit Trinkfesten und ähnlichen Veranstaltungen. Für die einzelnen Studierenden herrschte Bursenzwang, die Bursen unterstanden der Universitätspflicht.
Die Entstehung des Begriffs „Burschenfreiheit“ ist heute anzusetzen in der Bedeutung eines Studenten, der frei, unabhängig von der Burse ist, die sein Leben bisher allein bestimmte. Bursen waren oft landsmannschaftlich ausgerichtet, beispielsweise gab es in Wien eine bursa Silesorum – die Burse der Schlesier. Dies mag die Bildung der zeitlich anschließenden Landsmannschaften vorgezeichnet haben. In neuester Zeit wird der Begriff „Burse“ wieder häufiger als Bezeichnung für Studentenwohnheime verwendet. 

## Geschichte
Als Grundstein der Bursen wird das von Robert von Sorbon 1257 für arme Theologiestudenten gegründete Collège de Sorbonne bezeichnet. Vom 14. bis zum 17. Jahrhundert verbreiteten sich die Bursen über Europa.
Das gemeinsame Leben in Bursen war im 14. und 15. Jahrhundert die Regel, verfiel dann aber durch Reformation und Humanismus. So verursachten diese Bewegungen zwar einen starken Zulauf zu Universitäten, und es kam zu zahlreichen Universitätsneugründungen, aber dort unterrichteten Professoren nur mehr bestimmte Wissensgebiete, die den Studenten das Recht auf Freizügigkeit brachte, so dass um 1600 kaum noch eine Burse bestand. Auch verringerte sich die Bindung der Universität an die Kirche, so dass die Bursenidee in der Form schließlich gänzlich wieder verschwand.
Nach dem Ende des Zweiten Weltkriegs hat es vereinzelt studentische Wohnheimkonzepte des gemeinsamen Wohnens von Studenten und Dozenten nach dem Vorbild der früheren Bursen gegeben. Ein bekanntes Beispiel hierfür ist die 1946 bis 1953 nach Vorstellungen von Erich Boehringer und Entwürfen des Architekten Diez Brandi in Göttingen erbaute Akademische Burse (Goßlerstraße 13), bei der auch englische Colleges und Student’s Halls vorbildlich waren.

## Aufnahme
Der angehende Student musste sowohl durch den Rektor als auch durch den Dekan einer Fakultät und schließlich von der Burse aufgenommen werden, was den kooperativen Charakter aller dieser Institutionen verdeutlicht. Die Aufnahme in die Burse erfolgte durch den bereits in Paris ausgebildeten Brauch der Deposition (depositio beani). Das Wort beanus stammt vom französischen bec jaune („Gelbschnabel“) für noch nicht Immatrikulierte. Depositi beani hieß also „Ablegung des Standes eines noch nicht Immatrikulierten“ und zeichnete sich durch eine physische und psychische Tortur des Aufzunehmenden aus. Während dieser Aufnahmefrist durfte man die Studenten misshandeln, sie mussten ein Eintrittsgeld an die Burse zahlen oder die älteren Semester eine Weile aushalten. Auch mussten sie eine Weile niedere Tätigkeiten für höhergestellte Studenten ausführen.

## Bauten
- Burse zur Tulpe
- Albertusburse Freiburg
- Burse (Tübingen)
- Georgenburse Erfurt